# Zacoalco de Torres (kommun)
Zacoalco de Torres är en kommun i Mexiko.   Den ligger i delstaten Jalisco, i den centrala delen av landet, 500 km väster om huvudstaden Mexico City.
Följande samhällen finns i Zacoalco de Torres:
- Zacoalco de Torres
- Barranca de Otates
- Barranca de Santa Clara
- El Briseño
- Barranca de los Laureles
- La Cruz
- Las Moras